# Jan Hijzelendoorn (honkballer)
Jan Hijzelendoorn (Amsterdam, 20 januari 1957) is een voormalig Nederland honkballer.
Hijzelendoorn, zoon van de gelijknamige wielrenner Jan Hijzelendoorn Jr. begon toen hij tien jaar oud was te honkballen bij de pupillen van De Vliegende Hollanders (DVH) in Amstelveen. Hierna speelde hij bij RAP (het huidige Pirates) en de Haarlem Nicols. Hij werd met de Pirates en de Nicols viermaal jeugdkampioen van Nederland. Vanaf 1970 speelde hij in de nationale jeugdteams en werd daarmee tweemaal Europees kampioen. Hij kwam als werper in de Nederlandse hoofdklasse uit voor OVVO, Amstel Tijgers en de Haarlem Nicols van 1975 tot en met 1988. Met deze clubs werd hij zevenmaal kampioen van Nederland. In 1977 gooide hij een perfect game tegen de Tex Town Tigers. Hij kwam ook uit voor het Nederlands honkbalteam van 1978 tot en met 1988. Met het Nederlands team werd hij tweemaal kampioen van Europa. Hij was ook beide keren beste werper van Europa. In 1983 gooide hij tijdens een interland een no hitter. Hijzelendoorn is mede-eigenaar van een interimmanagementbureau.